# Cordó litoral
En geologia, un cordó o barra és l'acumulació de dipòsits que substitueixen als contorns de la costa sota la forma d'un dic o sèrie de dics que presenten un contorn mitjà entre els límits primitius de la costa. És deguda a l'acció combinada de la sedimentació de materials aportats per rius i l'acció de l'onatge i les marees.
El cordó és una de les parts del que en conjunt es denomina en geologia aparell natural i el contorn del mateix és generalment, molt simple, excepte en el cas que el mar present marees molt vives doncs llavors resulta un cordó que correspon a les plenamars ordinàries i un altre que resulta del treball de les marees tempestuoses i equinoccials. El primer dels citats contorns, en cas de ser dobles, presenta en la cara superior de la terrassa un pla inclinat cap a la terra ferma. Si la cresta del cordó litoral està més alta que el nivell de les plenamars ordinàries, la base del mateix sobretot quan està formada per palets està situat a un nivell intermedi entre aquelles i les marees baixes i resulta que aquest cordó separa del mar una part de l'antiga platja impedint l'accés de les aigües a parts banyades per elles abans.
Es realitza una veritable conquesta dels dominis del mar pels cordons litorals per ser aquests produïts pel joc de les marees més altes i de l'onatge més violent, la qual cosa origina que el cordó tinga pels altres efectes una veritable estabilitat. Si la marea arriba tots els dies al peu del cordó tan sols en ocasions excepcionals pot erosionar la resta d'aquest.
Una vegada creat un cordó d'alçada suficient, per exemple, pel treball d'una marea viva equinoccial, serà prou alt per no ser destruït més que parcialment per totes les marees següents però que de totes maneres no destruiran l'equilibri total del cordó. Al cap de cert temps, les sorres i els cants amuntegats pel treball de les aigües al llarg d'als costes poden considerar-se, si no com una modificació permanent del relleu terrestre, sí com a element mòbil de la superfície d'aquest.
Quan es desenvolupa una barrera més o menys tancada davant d'una badia, s'està en presència d'un cordó litoral o restinga. Aquest cordó s'origina -en general- d'una fletxa litoral, però també d'un replanell de sorra. A l'interior dels cordons litorals es formen llacunes (albuferes) i la seua connexió amb el mar la constitueix, normalment, una eixida estreta, a través de la qual desemboquen els rius.
Un tómbol es forma quan una illa s'uneix amb la terra ferma per mitjà d'un banc o acumulació de sorra.

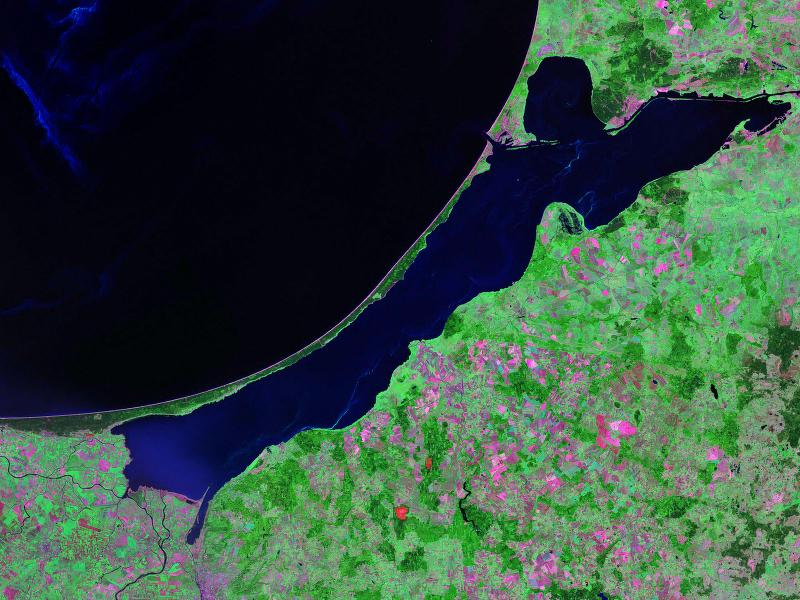
Albufera del Vístula
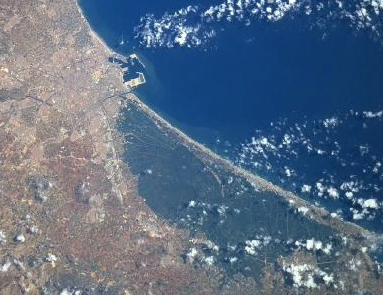
Albufera de València
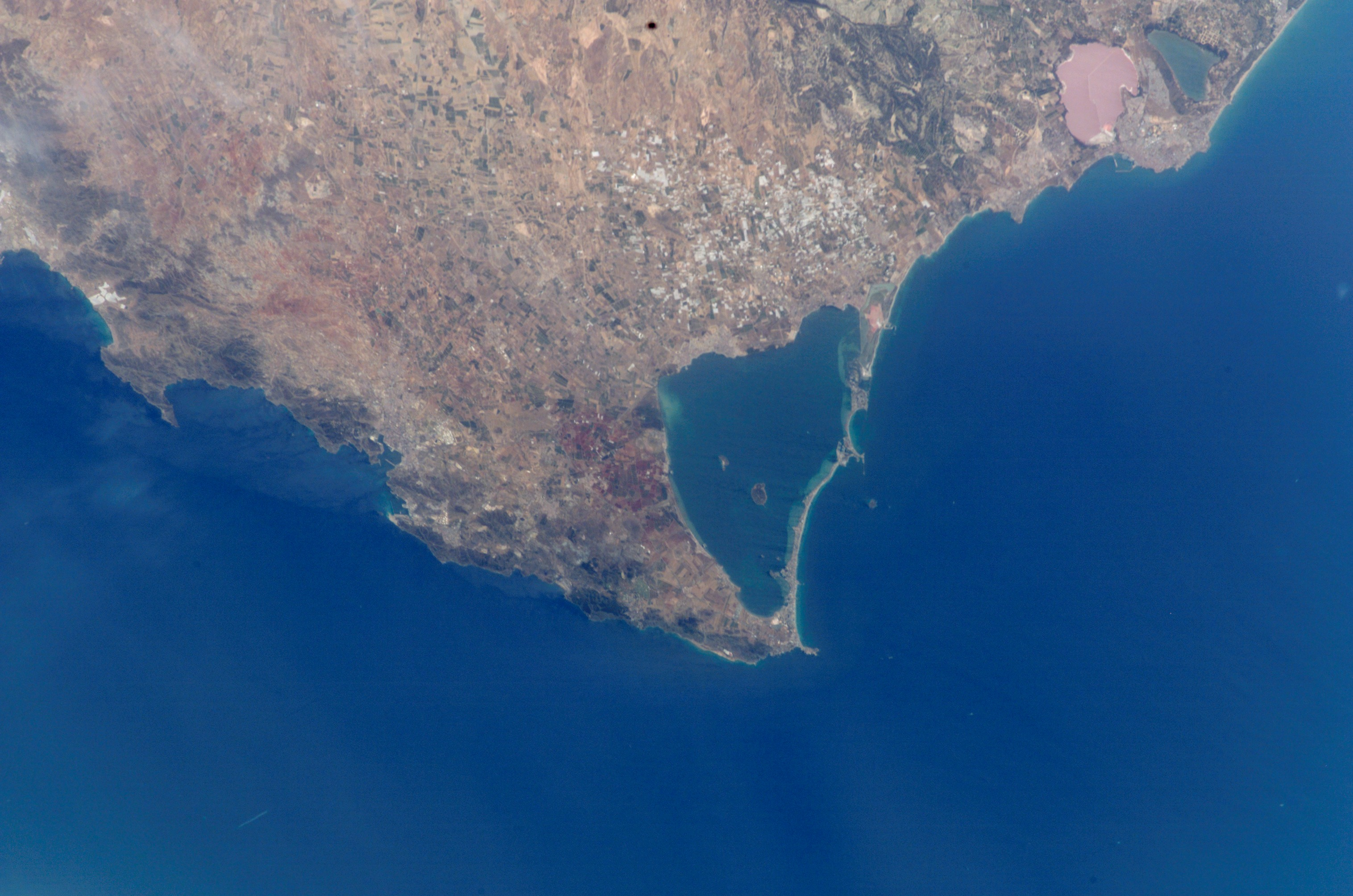
Mar Menor de Múrcia
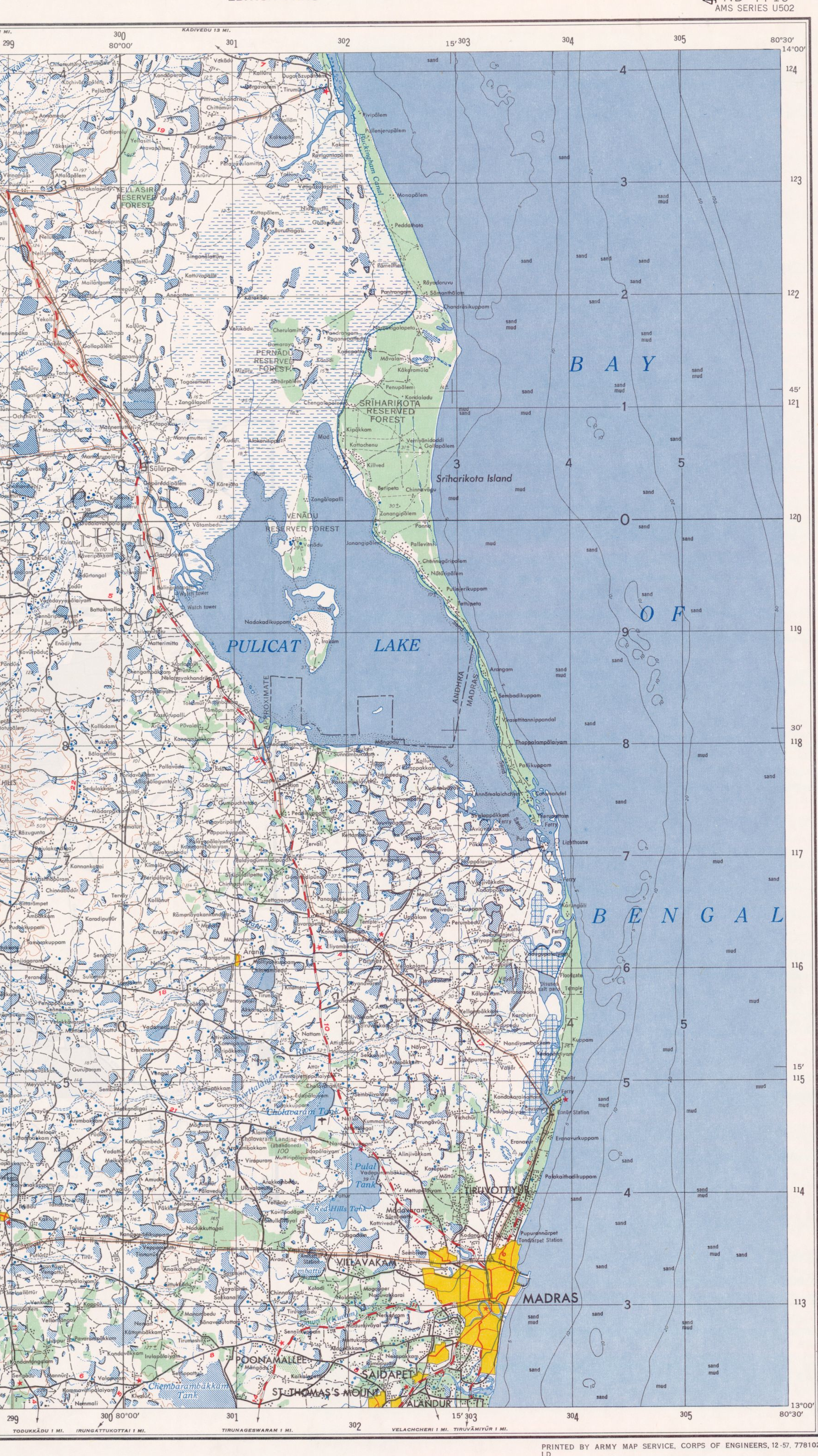
Albufera Pulicat (Índia)